# Мухин, Михаил Александрович
Михаил Александрович Мухин (19 февраля 1948, Алма-Ата — 4 мая 1977, там же) — советский шахматист, международный мастер (1975). Тренер.
Чемпион СССР среди юношей (1965). Чемпион Казахской ССР (1972).
Участник зонального турнира ФИДЕ 1972 года (проводился в рамках 40-го чемпионата СССР) — 3—5-е место (в дополнительном матче за выход в межзональный турнир уступил В. Савону и Г. Кузьмину по худшему коэффициенту в основном турнире).
В составе сборной Казахской ССР участник 3-х Первенств СССР между командами союзных республик (1967, 1972—1975). В Первенстве 1967 года получил золотую медаль в индивидуальном зачёте.
В составе молодёжной сборной СССР участник тройного матч-турнира команд страны 1973 года (команда заняла 2-е место).
Лучшие результаты в международных турнирах: Сухуми (1972) — 4-е; Дечин (1974) — 3-е; Лейпциг (1976) — 1-е места.